# Lepilemur leucopus
Lepilemur leucopus là một loài động vật có vú trong họ Lepilemuridae, bộ Linh trưởng. Loài này được Major mô tả năm 1894.

## Hình ảnh

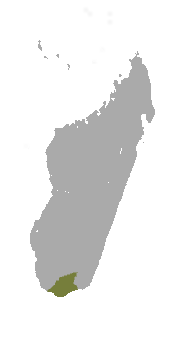